# Pavlovszki járás
A Pavlovszki járás (oroszul: Павловский район) Oroszország egyik járása az Altaji határterületen. Székhelye Pavlovszk.

A Pavlovszki járás az Altaji határterületen

## Népesség
- 1989-ben 38 458 lakosa volt.
- 2002-ben 41 495 lakosa volt, melyből 38 642 orosz, 1 288 német, 602 ukrán, 133 fehérorosz, 129 azeri, 104 örmény, 89 kazah, 82 tatár stb.
- 2010-ben 40 235 lakosa volt.